# Сун И
Сун И (кит. упр. 宋毅, пиньинь Sòng Yì, 13 ноября 1980, Ляонин, Китай) — китайский хоккеист (хоккей на траве), нападающий, тренер. Участвовал в летних Олимпийских играх 2008 года.

## Биография
Сун И родился 13 ноября 1980 года в китайской провинции Ляонин.
Играл в хоккей на траве за «Ляонин» из Даляня. В 2011 году выступал за нидерландский «Пиноке» из Амстердама.
В 2006 году в составе сборной Китая завоевал серебряную медаль хоккейного турнира летних Азиатских игр в Дохе. Кроме того, участвовал ещё в двух Азиатских играх: в 2002 году в Пусане и в 2010 году в Гуанчжоу китайские хоккеисты заняли 5-е место.
В 2008 году вошёл в состав сборной Китая по хоккею на траве на летних Олимпийских играх в Пекине, занявшей 11-е место. Играл на позиции нападающего, провёл 6 матчей, забил 7 мячей (три в ворота сборной ЮАР, два — Новой Зеландии, по одному — Южной Корее и Бельгии).
По окончании игровой карьеры стал тренером. В 2015 году возглавлял молодёжную сборную Китая на чемпионате Азии. После этого стал главным тренером главной сборной страны, руководил ею в 16 матчах международных турниров в декабре 2015 — октябре 2016 года.